# Simiskina semperi
Simiskina semperi är en fjärilsart som beskrevs av Hans Fruhstorfer 1919. Simiskina semperi ingår i släktet Simiskina och familjen juvelvingar. Inga underarter finns listade i Catalogue of Life.